# Chiese scomparse di Forlì
Le chiese scomparse di Forlì sono luoghi di culto cattolici che sorgevano in passato nella città. Per alcuni esiste solo il ricordo (letterario, topografico o, in casi di demolizioni otto-novecentesche, fotografico), per altri è ancora possibile identificare parti superstiti o addirittura edifici riadattati. Gli eventi che maggiormente hanno portato alla scomparsa di tali luoghi di culto sono state le soppressioni napoleoniche e le distruzioni belliche della Seconda Guerra Mondiale. In altri casi si è invece trattato di eventi naturali o semplice abbandono. A molte delle chiese era associato un monastero. Le denominazioni usate per riferirsi alle strade, qualora non indicato differentemente, si rifanno alla odonomastica aggiornata al 2024. 

## Chiese del rione San Pietro
L'antico Rione, denominato anche Mazzini, va dal lato destro di via Garibaldi al lato sinistro di Corso Mazzini. In questo rione si trovano il Duomo, la chiesa del Corpus Domini, della Santissima Trinità, della Beata Vergine Addolorata, di San Francesco Regis, di San Biagio (nuova).

### Chiesa di San Pietro in Scotto

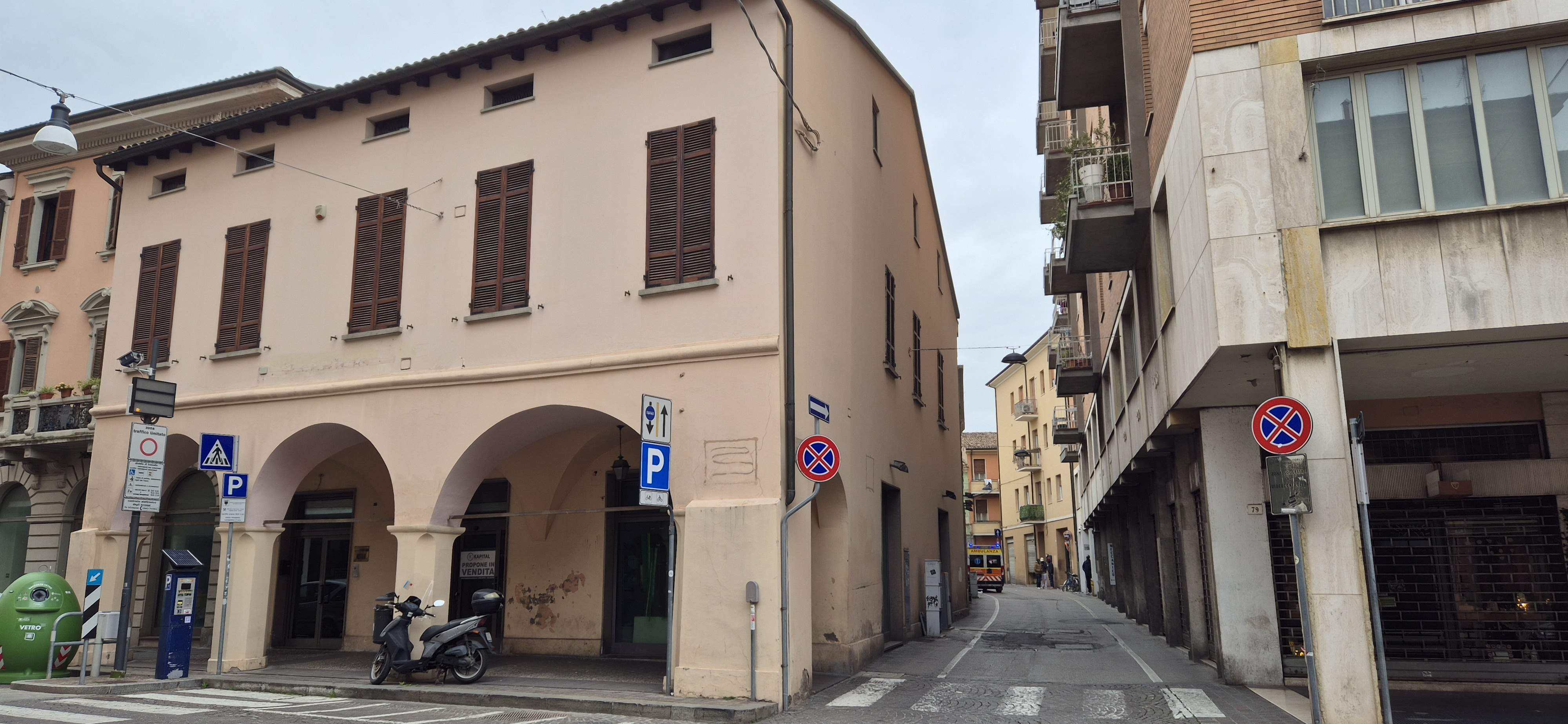
Zona in cui si trovava la scomparsa chiesa di San Pietro in Scotto, Forlì

La chiesa sorgeva presso l'incrocio degli attuali Corso Giuseppe Mazzini e Via Achille Cantoni. 
La sua origine risale all'alto medio evo, ma non si sa con esattezza quando sia stata fondata. Alcune fonti ne attribuiscono la nascita o quanto meno la denominazione "in Scotto" a monaci scozzesi, o irlandesi (all'epoca si parlava anche di Scoti d'Irlanda). In ogni caso, la chiesa era un luogo di sosta per Scozzesi e Irlandesi in pellegrinaggio verso Roma.
Già nel XIII secolo la sua fama era tale che l'asse viario più importante di quel quadrante cittadino era chiamato "Borgo San Pietro",  il vicino ponte di epoca romana era detto Ponte di San Pietro in Scotto e la porta cittadina era chiamata Porta san Pietro. La denominazione resiste nell'uso anche se il nome ufficiale della via è Corso Mazzini dal 1899.
Tra i più antichi documenti che ricordano la chiesa di San Pietro possiamo citare un atto del notaio Gundio, dell'anno 893, contenuto nel cosiddetto Libro Biscia, nel quale compare un Teodorico, curato della basilica di San Pietro in Scottis e una conferma di donazione da parte di Alessandro, vescovo di Forlì, del 21 ottobre 1170, dove troviamo nominata la chiesa di Sanctus Petrus in Scottis.
Siccome in un documento del 1360 tra i contribuenti dell'Abbazia di San Mercuriale si trova elencato anche l'Ospedale di San Pietro, si può ipotizzare che nei pressi della chiesa vi fosse anche un ospedale.
Il vescovo Giacomo Paladini soppresse la parrocchia il 4 aprile 1464, attribuendone il territorio a quella della cattedrale di Santa Croce. La chiesa rimase in qualità di oratorio e fu poi scelta come sede di una congregazione, prima detta dei Confratelli di Santa Maria, poi dei Santi Pietro e Paolo.
Le vicende storiche comportarono vari interventi sul piano edilizio e artistico, così che andarono variando, nel tempo, le caratteristiche della chiesa. Le manomissioni più gravi, però, avvennero a seguito dell'invasione francese all'epoca di Napoleone Bonaparte: fu abolita la funzione cultuale, e i locali vennero adibiti ad altre attività, magazzino e poi conceria. 

### Chiesa di Santa Maria in Piazza

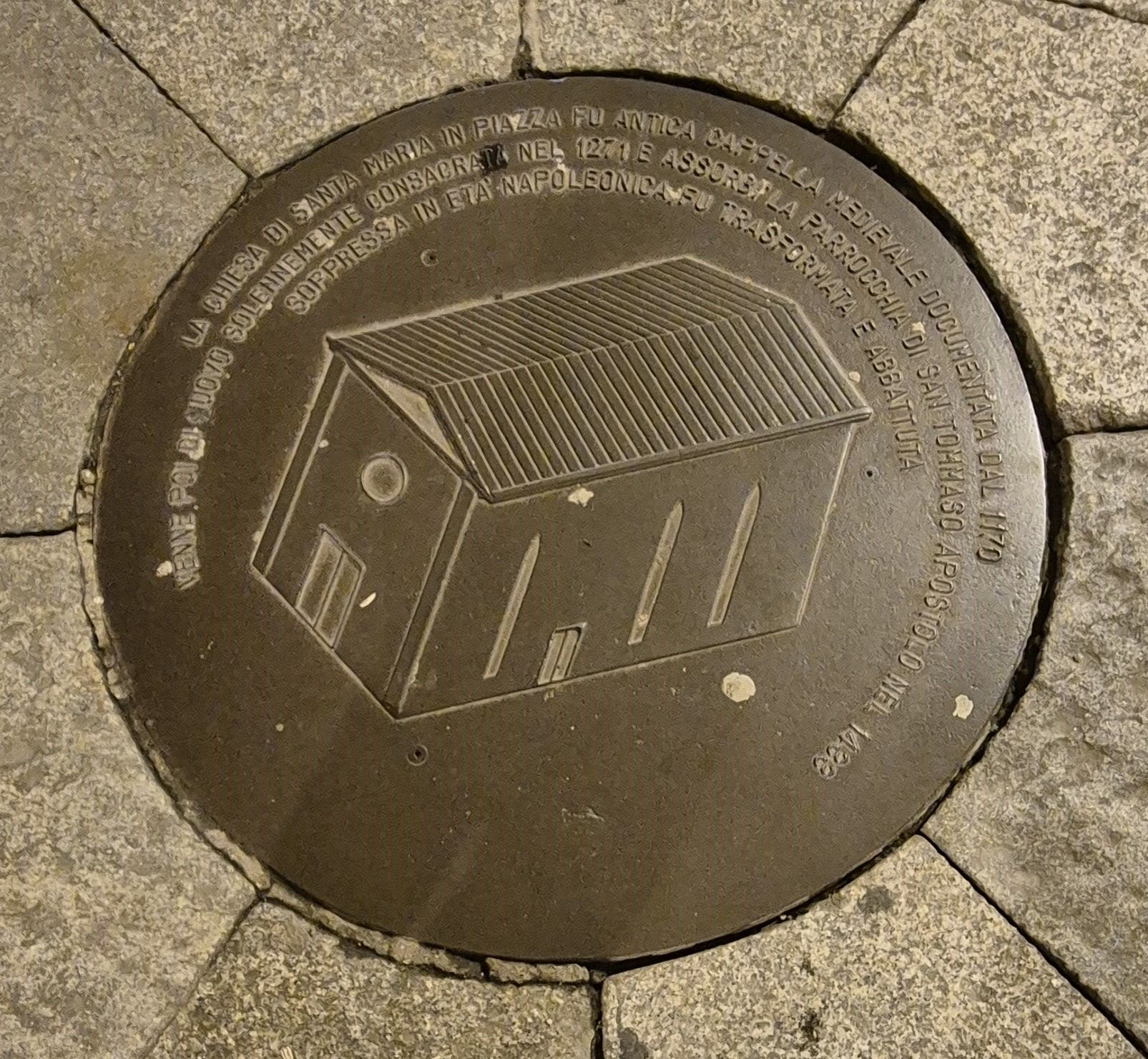
Lastra pavimentale che ricorda la scomparsa chiesa di Santa Maria in Piazza, Via delle Torri, Forlì

La chiesa sorgeva nell'area dove oggi si trova la sede della Banca Nazionale del Lavoro, fra via delle Torri e via Pisacane. L'edificio attuale che si trova in questa sede è frutto della rielaborazione di un edificio del 1929, che però nel secondo dopoguerra è stato rimaneggiato, cambiando notevolmente aspetto. La chiesa è già citata come parrocchiale in una pergamena capitolare del 1231, ma esisteva certamente ancora prima ed è nominata, infatti, anche agli inizi del secolo, nel 1209, come attesta un altro documento presente nell'archivio vallombrosano.
Il vescovo di Forlì Giovanni Capparelli nell'ottobre del 1433 decretò la fusione della parrocchia di Santa Maria in Piazza con quella di San Tommaso Apostolo, con il nome di Parrocchia di San Tommaso Apostolo in Santa Maria in Piazza.
Nel 1765 la chiesa era ancora di notevole importanza, dato che vi si trovavano cinque altari e che ospitava l'arca degli eredi del celebre Giovanni Battista Morgagni, qui voluta dal figlio gesuita Agostino Morgagni. Il campanile, inoltre, disponeva di due campane.
Durante il dominio napoleonico, in particolare fra il luglio e l'agosto del 1806, la chiesa venne sconsacrata e diventò un magazzino. Il territorio parrocchiale fu smembrato e assegnato alla Cattedrale e alla abbazia di San Mercuriale andando a creare la Parrocchia di San Tommaso Apostolo detta di Santa Maria in Piazza in San Mercuriale, ovvero Chiesa primiceriale di San Tommaso Apostolo in San Mercuriale. Poi, per semplificazione, con l'unità d'Italia, rimase solo il nome di Parrocchia di San Mercuriale.

### Chiesa di San Guglielmo, poidi San Crispino

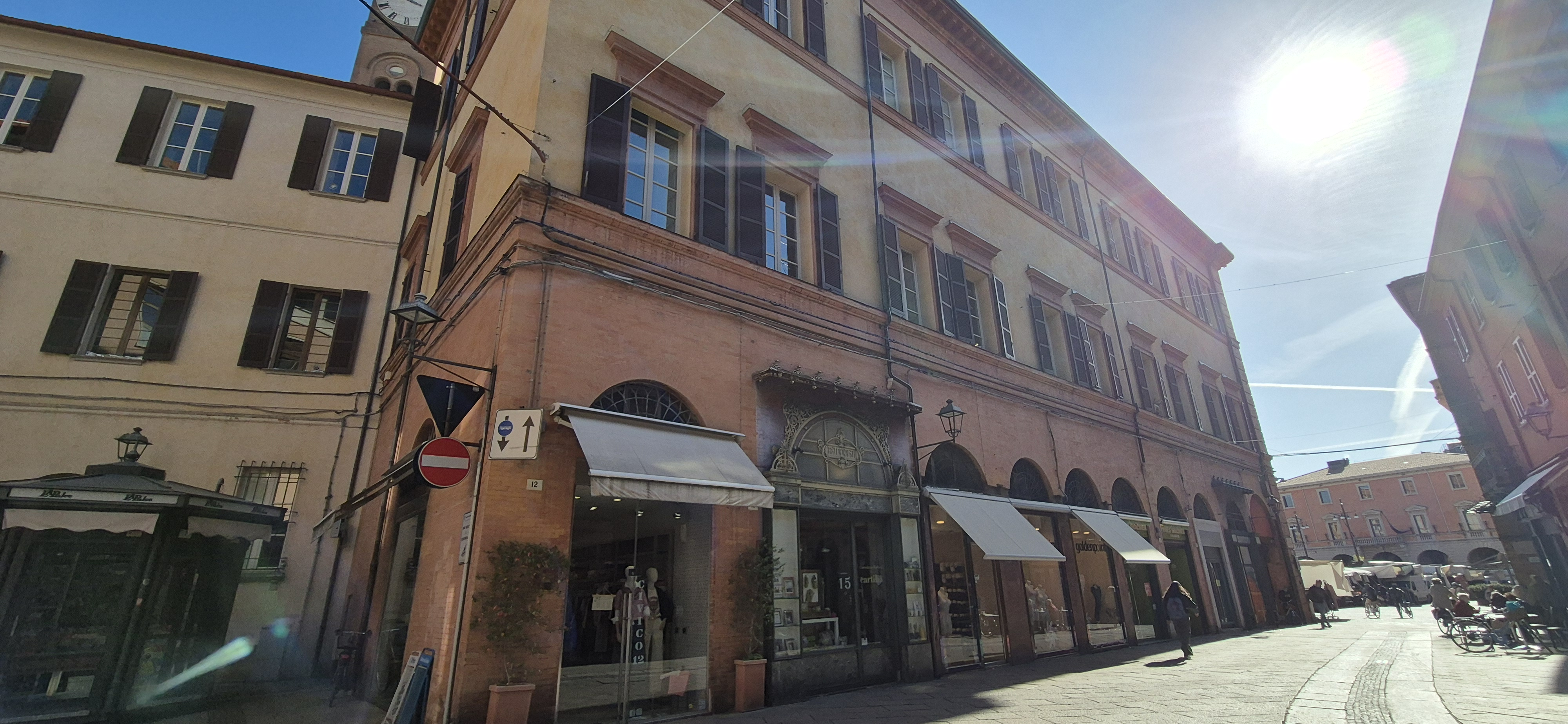
Edificio che sorge come elaborazione della scomparsa chiesa di San Crispino, Forlì

La chiesa è citata come esistente già nel 1170, nell'atto di donazione da parte del vescovo Alessandro all'abate Enrico di San Mercuriale. Si trovava nei pressi dell'attuale Palazzo comunale, nello stabile all'inizio di corso Garibaldi, prospicente alla piazzetta San Crispino, alla quale ha dato il nome. 
Nel 1466 perse il titolo di chiesa parrocchiale, quando i suoi beni confluirono nel bilancio della Cattedrale. Risultava avere due altari, uno dedicato a San Crispino, santo protettore dei calzolai e dedicatario della chiesa, l'altro invece dedicato a San Guglielmo.
Con l'invasione napoleonica la chiesa fu sconsacrata e i locali venduti a un ottonaio chiamato Giuseppe Aguccioni che ne fece la propria abitazione. Nella nota che riguarda la vendita, viene citata una compagnia di calzolai che aveva sede qui. 
I locali passarono alla famiglia Rinaldi e poi furono adibiti ad abitazione del custode del palazzo comunale. In seguito vi sorse l'Albergo del Commercio, prima che nel 1890 questo fosse trasferito nell'allora Corso Vittorio Emanuele (corso della Repubblica), al civico 3. Da quel momento sono sempre stati dedicati a uso laico residenziale e commerciale.

### Chiesa di san Bernardo, poiChiesa di sant'Antonio dei Battuti Turchini
Sorgeva molto vicino alla Chiesa della Santissima Trinità, nei pressi di palazzo Manzoni. La chiesa  occupava uno spazio che ora è una propaggine del palazzo.
Lattanzio Biondini, nel suo Compendio dello Stato et governo Civile della città di Forlì del 1577 riferisce che la chiesa, col titolo di San Bernardo, era inizialmente priorato degli Umiliati, in particolare del terzo ordine. Era dunque un priorato laico di cui fu priore anche il pittore Francesco Menzocchi, che abitava vicino alla chiesa, tanto che in tarda età fu anche detto "Il Vecchio di San Bernardo".
Il cambio di nome, da San Bernardo a Sant'Antonio si verificò quando la chiesa passò sotto la giurisdizione dei Battuti Turchini. Ciò avvenne perché i Battuti Turchini o Celestini avevano necessità di un nuovo edificio sacro, avendo ceduto ai Gesuiti nel 1578 (altre fonti riferiscono date diverse) la loro precedente chiesa, anch'essa dedicata in origine a Sant'Antonio, ma che poi prenderà il nome di San Francesco.
La dominazione napoleonica comportò la sconsacrazione della chiesa e lo stabile divenne proprietà dal conte Domenico Manzoni, che colse l'occasione per ingrandire le pertinenze del palazzo di famiglia, inglobando di fatto la costruzione nel suo edificio residenziale.

### Chiesa di San Tommaso Apostolopoidi San Carlo Borromeo
La chiesa sorgeva nei pressi del Palazzo Comunale, prospiciente a quella che oggi è conosciuta come Piazzetta San Carlo.
Nel 1433, il vescovo di Forlì Giovanni Capparelli decretò la confluenza della parrocchia di Santa Maria in Piazza in quella di San Tommaso Apostolo, con sede però nella chiesa di Santa Maria in Piazza (Parrocchia di San Tommaso Apostolo in Santa Maria in Piazza).
In seguito a ciò la chiesa di San Tommaso, ormai trasformata in oratorio, conobbe un graduale abbandono. Restaurata nel 1661, ormai divenuta sede della Compagnia della Carità, fu dedicata al suo protettore, san Carlo Borromeo. Questa, nelle sue adiacenze, costruì anche un ospedale, detto di San Carlo.
Come attesta Melchiorre Missirini, nel 1801 la chiesa era ancora officiata. Il culto vi cessò fra il luglio e l'agosto del 1806. In effetti, durante la dominazione francese, venne distrutto anche l'ospedale.

### Chiesa di San Martino in Castello
Si tratta di una piccola chiesa, documentata fin dal 1267, che si trovava nell'attuale via Piero Maroncelli, allo stabile ora al numero civico 14. Essa dava nome alla zona, nel Quattrocento nota come contrada di San Martino in Castello, dove sorge anche Palazzo Hercolani.
Fu soppressa, come molte altre chiese, il 30 luglio 1806 e ha poi sempre avuto destinazione laica. Vi ebbe sede fino agli anni Trenta del Novecento la Cooperativa Sarti. Dal 1987 è un bar.

### Chiesa di San Matteo
La chiesa si trovava lungo l'attuale via Piero Maroncelli, adiacente ad alcuni locali dell'originaria sede del vescovado. Nel 1776, per iniziativa del vescovo Giuseppe Vignoli, la sede vescovile fu trasferita in corso Garibaldi, dove già dal 1773 era stato collocato il seminario, in alcuni locali prima gestiti dai Gesuiti. I locali che erano dell'antica sede del vescovo e la vicina chiesa di San Matteo, abbandonati, andarono incontro a decadenza a causa di incuria e terremoti, vennero quindi in parte adibiti ad altri usi e in parte demoliti. Resta nella toponomastica la denominazione di una via vicina, la via Episcopio Vecchio (nominata così almeno dal 1899, ma prima chiamata Borghetto corto). Nella fine del Settecento la parrocchia venne trasferita nella chiesa di Sant'Antonio da Padova, detta Sant'Antonio Nuovo (anch'essa poi scomparsa). 
Nel 1802 la chiesa, anche se ormai non più officiata, in parte esisteva ancora, come si vede da una pianta presente nella biblioteca comunale, ma poi in epoca imprecisata venne interamente demolita, fino a sparire del tutto, anche prima dei bombardamenti della Seconda Guerra Mondiale che hanno fortemente danneggiato l'area dove sorgeva.

### Chiesa di sant'Antonio da Padovadetta ancheSant'Antonio Nuovo

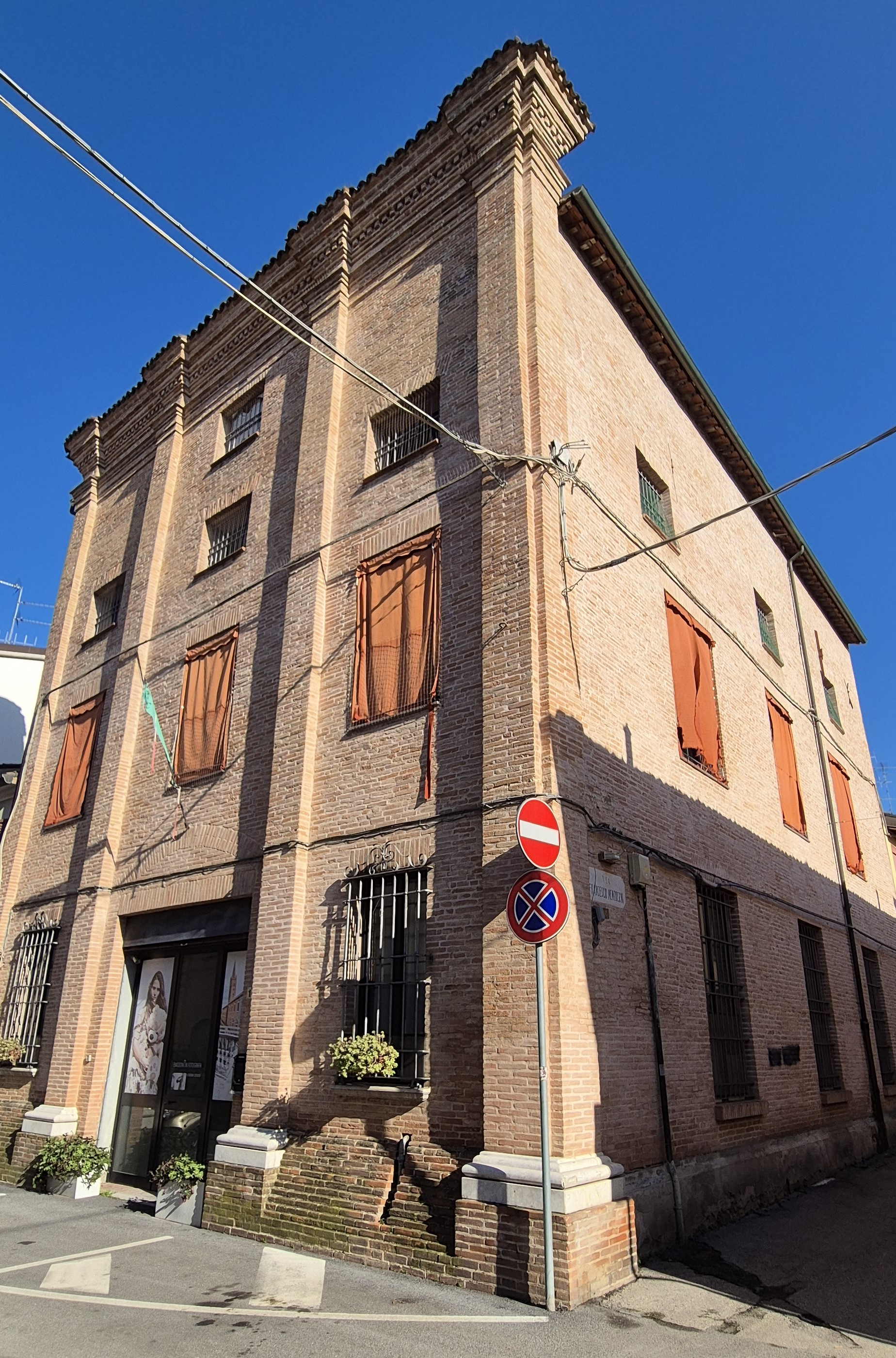
Ex chiesa di Sant'Antonio Nuovo, Forlì

Fu aperta al pubblico nel 1647, durante l'episcopato di Giacomo Teodoli. La chiesa sorgeva nell'attuale via Silvio Pellico, vicino all'angolo con via Molino Ripa e quindi nei pressi della Chiesa di San Giovanni Battista del Canale. Vi ebbe sede la Confraternita di San Paolo dei Canapini.
La parrocchia assorbì quella di San Matteo, quando la chiesa andò in rovina.
La chiesa fu sconsacrata nel 1806, durante il dominio napoleonico. Il demanio francese poi vendette l'edificio a Luigi Belli che, distrutti il campanile e la cappella maggiore, ridusse la chiesa a magazzino. Lo stesso Belli fu acquirente anche della vecchia Chiesa di San Biagio e dei suoi annessi.
La struttura della chiesa è ancora ben riconoscibile nell'edificio in via Silvio Pellico 10, locale occupato da edifici commerciali.

### Chiesa di San Giovanni Battista del Canale,oSanta Marta del Canale
La chiesa sorgeva nel territorio della parrocchia di San Matteo, che poi divenne parrocchia di Sant'Antonio da Padova. Si trovava all'angolo tra le attuali Via Silvio Pellico (anticamente strada Sant'Antonio) e Via Molino Ripa.
La Chiesa di San Giovanni Battista, già appartenente al Monastero della Ripa, fu da esso ceduta come oratorio nel 1489, alla confraternita di Santa Marta, detta anche dei Terziari francescani. In seguito, dedicato ormai a Santa Marta, ebbe varie denominazioni: Santa Marta del Canale, Santa Marta della Ripa, Santa Marta delle Stimmate. Vi si ritrovavano i membri della Confraternita delle sacre Stimmate di San Francesco, nome spesso abbreviato in Confraternita delle Stimmate. I componenti, di norma dell'alta società, vestivano di sacco bigio, indossavano sandali, ma a piede nudo (come i frati scalzi) e avevano il volto coperto. Forse per questo erano popolarmente chiamati Babau. Essi gestivano anche un orto adiacente ed eleggevano uno dei loro che avesse il compito di sagrestano.
Dopo la soppressione delle Confraternite, il 7 agosto 1798, la chiesa venne chiusa e rimase inutilizzata almeno fino al 1801. In tempi successivi, fu ridotta anche a magazzino. Infine, il cronista Pellegrino Baccarini, che scrive verso la metà del XIX secolo, testimonia che la sede della ex-Confraternita era ormai conosciuta anche come la Biscaccia.

### Monastero della Torredetto ancheSanta Maria in Ripa

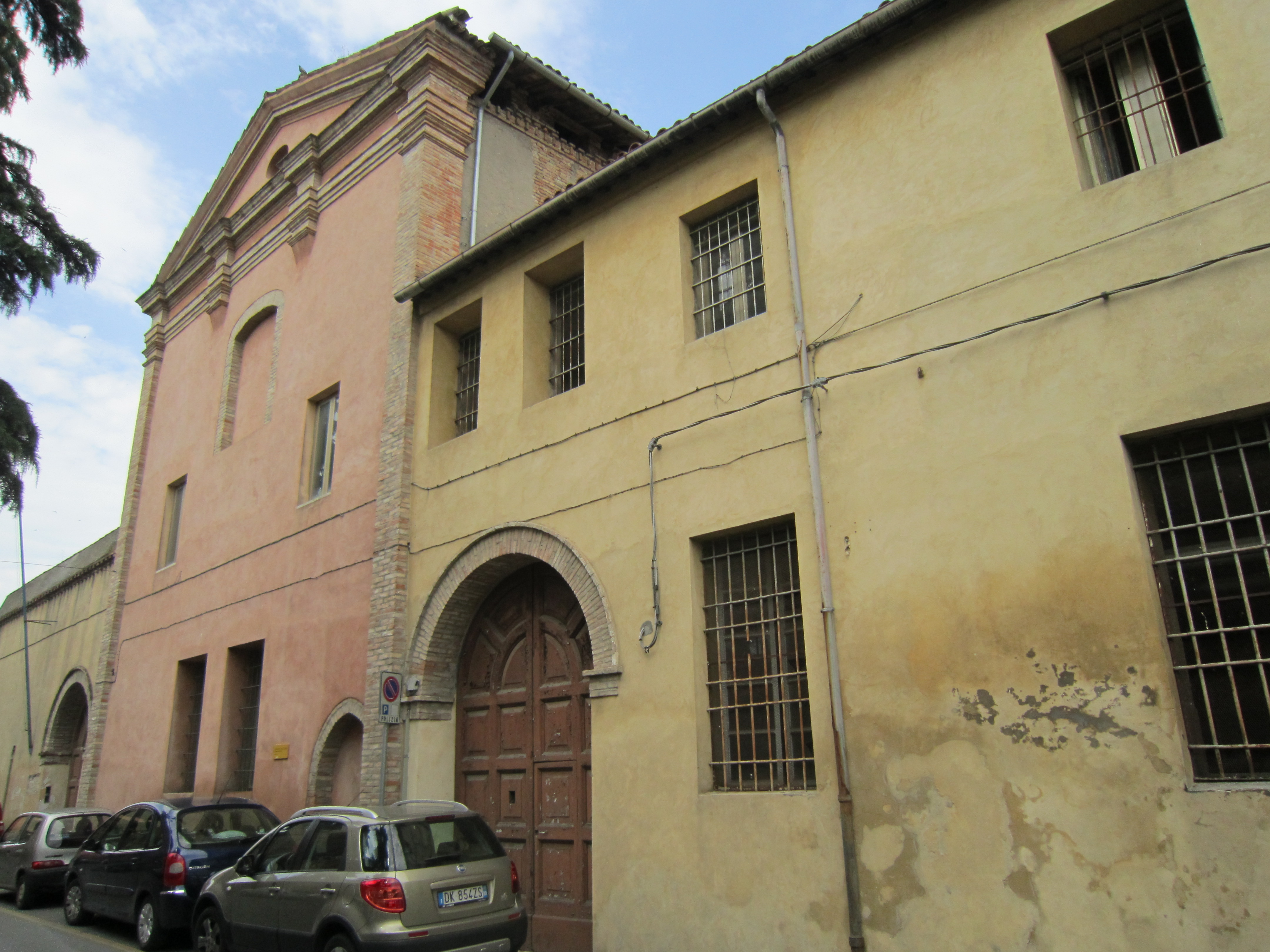
Forme attuali del Monastero della Torre, detto anche Santa Maria in Ripa

Si tratta di un convento tra i più importanti della città. Se ne può far risalire l'origine al 1438, quando alcune suore francescane si stabilirono in un piccolo alloggiamento davanti alla chiesa della Santissima Trinità. La nascita ufficiale del monastero, però, risale al 1474, per volontà del vescovo Alessandro Numai, il quale posò la prima pietra su un terreno donato da Pino III Ordelaffi, signore di Forlì. Successori dell'Ordelaffi, Girolamo Riario e sua moglie Caterina Sforza continuarono a considerarsi protettori del monastero.
Tutto il complesso venne confiscato dalle autorità francesi durante il dominio napoleonico e non tornò più all'uso originario.

### Chiesa di Santa Maria della Grata
Il nome deriva probabilmente da una grata che proteggeva un'immagine della Madonna con il Bambino.  
Nell'interno della chiesa esistevano affreschi di Francesco Menzocchi. 
Chiusa in periodo napoleonico, la chiesa finisce a un privato e viene utilizzata per varie attività, fra cui un mulino. Parte della chiesa ancora si riconosce negli edifici che tuttora esistono. 

### Chiesa di San Biagio

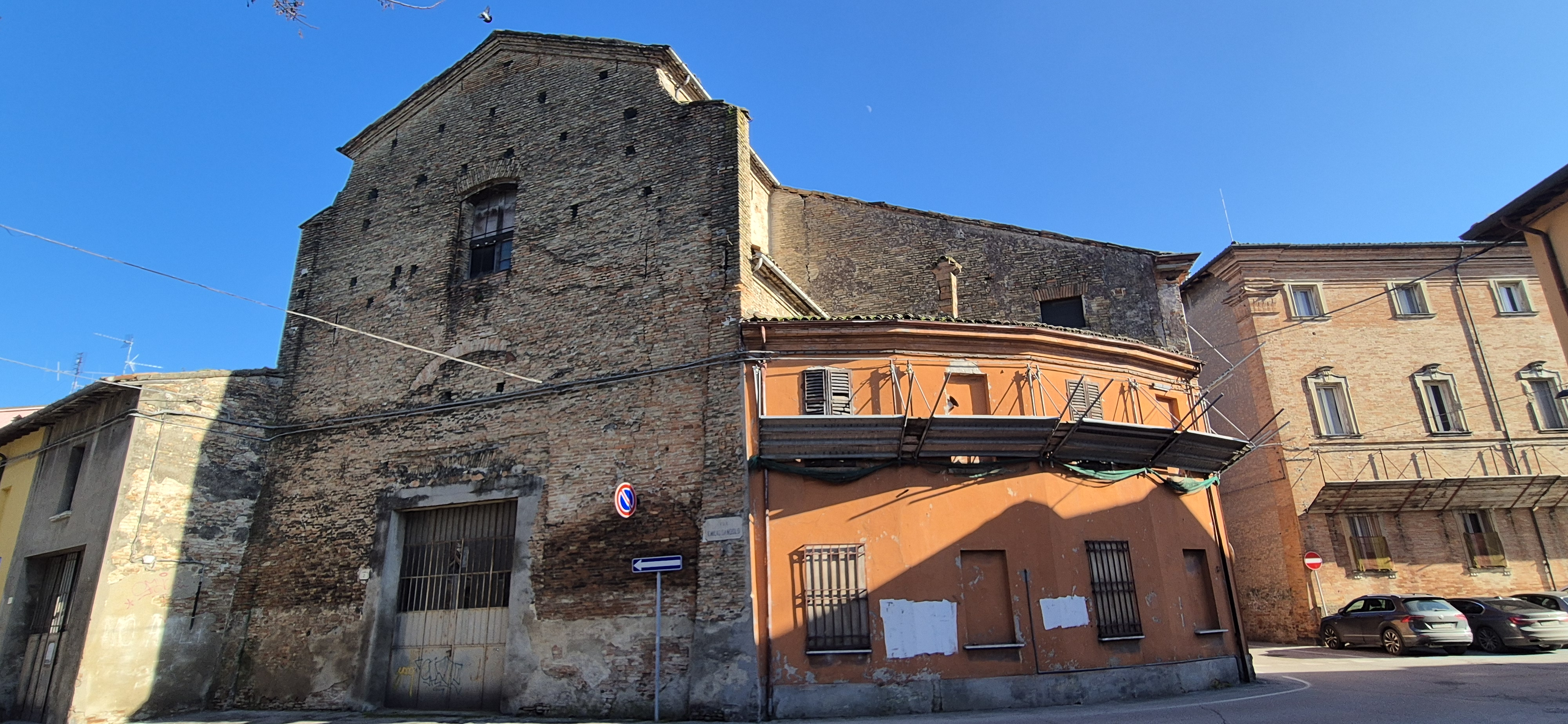
Forlì, ex chiesa di San Biagio (sconsacrata e riutilizzata)

Anche se esiste una chiesa dedicata a San Biagio a Forlì, essa non è la prima ad aver avuto questo nome. Un'antica chiesa dedicata a San Biagio è documentata già nel 1101 in una pergamena capitolare e poi ancora nel 1212-15 per una vertenza fra il vescovo Alberto e i canonici di Santa Croce. L'edificio fu restaurato e rimaneggiato nel XVIII secolo. 
La chiesa, con l'annesso un edificio che era sede della Compagnia di San Marino dei Muratori, venne confiscata dalle truppe napoleoniche nel 1810 e venduta a un privato, Luigi Belli che, per adibirla a magazzino, fece demolire il coro e il presbiterio. Lo stesso Belli fu acquirente anche della Chiesa di sant'Antonio da Padova, ossia di Sant'Antonio Nuovo, e del Monastero di Santa Chiara.
Siccome si trattava di sede parrocchiale, la parrocchia fu trasferita nella vicina Chiesa di San Girolamo (che oggi si chiama San Biagio), col titolo di Parrocchia di San Biagio in San Girolamo. Il parroco vi si insediò il 1º novembre 1812.
Nel 1922 la proprietà passò alla famiglia Strocchi, che la utilizzò fino al 1966 per la propria attività. Da quel momento il complesso con la chiesa, che si trova nell'attuale via Dandolo 2, versa in stato di abbandono.

### Chiesa e monastero di Santa Chiara
Si trattava di una vasta area (20.000 metri quadrati) comprendente monastero e chiesa che nel tempo è passata da piccola chiesa a grande edificio. Si trovava nell'attuale Piazzale Santa Chiara, fra quelle che oggi sono Via Battuti Rossi, Via Dandolo e Via Forlanini. Viale Italia taglia a metà il complesso.
La più antica testimonianza conosciuta è un atto di donazione del 26 dicembre 1256, con il quale le monache Eremite di San Damiano consegnarono vari beni all'Ospedale di Santa Croce. Di poco posteriore (24 giugno 1258) è uno scritto di incoraggiamento da parte di papa Alessandro IV per il trasferimento in questa nuova sede forlivese.
Nel 1499, il Monastero fu danneggiato da un incendio e poi restaurato.
Nel 1653, furono iniziati i lavori per la nuova e più grande chiesa, che fu consacrata dal vescovo Giacomo Teodoli il 18 agosto 1660.
Durante il dominio napoleonico, il monastero fu soppresso e la chiesa sconsacrata. Gli edifici furono venduti a Luigi Belli, che ne distrusse una larga parte, chiesa compresa. Lo stesso Belli fu acquirente anche della Chiesa di sant'Antonio da Padova, ossia di Sant'Antonio Nuovo e della Chiesa di San Biagio e dei suoi annessi.
Gli eredi di Belli vendettero l'edificio ad Antonio e Nicola dei conti Savorelli, che vi avviarono una fabbrica di candele. Successivamente, a opera di Oronzio De' Nova, vi furono impiantate altre lavorazioni: un molino a vapore, una filanda di seta e una pilatura del riso. L'attività cessò nel 1864. Nel 1908, subentrò la ditta Monti, che si occupava di esportazione di pollame e che fece installare un frigorifero per la produzione di ghiaccio.
Della zona restano parte delle mura di cinta e resti di edifici interni, ancora in parte da riscoprire, per i quali negli anni '10 del 2000 si pensava a una fruizione come parco archeologico.

### Chiesa e convento di San Francesco Grande
Si tratta di un importante complesso conventuale francescano con la relativa chiesa, edificato nel centro storico di Forlì, non lontano dalla Cattedrale. La costruzione ebbe inizio verso l'anno 1250, per trovare conclusione nel 1266.
La chiesa, lunga 75 metri e larga 20, in stile romanico, aveva forma di croce latina, con la facciata rivolta a sud. Occupava parte di quella che attualmente è piazza Cavour. Il convento era attiguo alla chiesa, sempre su parte della piazza, ma anche sull'area dove poi fu costruito il Foro Annonario.
La chiesa, magnifica secondo le cronache, era ricca di cappelle, sculture e pitture di cui la più nota era la cappella Lombardini. Vi lavorarono Girolamo Genga, Timoteo Viti da Urbino, Baldassarre Carrari il Vecchio, Marco Palmezzano e Francesco Menzocchi.
La Chiesa di San Francesco Grande divenne luogo di sepoltura per molte importanti famiglie di Forlì, fra cui gli Ordelaffi. Sinibaldo Ordelaffi, infatti, nell'anno 1381 fece traslare qui, da Venezia, le ossa dei genitori, ossia Francesco II Ordelaffi e Cia Ubaldini, dopo i funerali solenni nella poi scomparsa Chiesa di Sant'Agostino. Vi furono, tra gli altri, sepolti Giorgio Ordelaffi e sua madre Venanzia, Antonio Ordelaffi e Cecco IV Ordelaffi.
Nel 1488, Caterina Sforza vi fece celebrare i funerali di Girolamo Riario, che cinque anni prima vi aveva fatto costruire i chiostri; il corpo fu poi trasportato al Santuario della Beata Vergine del Piratello.
Non solo gli Ordelaffi riposarono qui, ma anche altre faglie nobili forlivesi, come gli Accarisi e gli Aspini.
Nel 1797, gli stessi francescani cominciarono a demolire la chiesa con l'intenzione di erigerne una nuova. L'invasione francese, però, mise fine al processo di ricostruzione: la chiesa divenne stalla per la cavalleria e le opere d'arte furono trafugate. Alcuni locali del convento divennero sede del Ginnasio. Infine, il 15 settembre 1815, Luigi Belli, acquistata l'area, abbatté qualsiasi struttura, facendo scomparire una delle chiese più importanti e belle della città, allo scopo di costruire due nuovi fabbricati.

### Chiesa e monastero di Santa Maria della Neve
Nel 1245 un atto del notaio Segaferri concesse ad Amedeo di Zanotto di erigere, all'interno del territorio di Santa Croce, un monastero per suore domenicane. Al monastero era associata una chiesa, per la quale risultano eseguiti lavori di ristrutturazione e ampliamento nel 1663.
La chiesa venne chiusa durante il periodo napoleonico, con un decreto del 3 agosto 1798. L'ex monastero divenne prima caserma napoleonica, poi lazzaretto nel 1814.
Dopo la Restaurazione, Pio VII assegnò i locali alle Clarisse che ne presero possesso nel 1824 rimanendovi fino al 1860, quando gli edifici furono nuovamente requisiti, stavolta dalle autorità del Regno d'Italia, per essere poi adibiti a distretto militare e caserma che fu intitolata a Fulcieri Paulucci de Calboli dopo la Prima guerra Mondiale.
Il 19 maggio 1944 la zona subì un pesante bombardamento alleato che lasciò semidistrutta la chiesa e pericolante il convento. Parte dei ruderi della chiesa è visibile in alcune fotografie degli anni '60 del Novecento, dove si scorge il fronte dell'abside. Venne poi definitivamente abbattuto per fare spazio a un supermercato. Più oltre il convento viene poi sostituito da una scuola nel 1972. Anch'essa è stata abbattuta nel 2024, con il progetto di ricostruzione di un nuovo polo scolastico più all'avanguardia.
Della chiesa e del convento si identifica solo il muro del convento e qualche residuo.

### Chiesa di Santa Maria della Neveodei Battuti Verdi
La chiesa aveva lo stesso nome di quella del monastero delle domenicane (prima) e delle clarisse (poi), ma si trovava in via Battuti verdi all'angolo con via Cattaneo. Le sue origini risalgono al XIII secolo, quando venne istituita la confraternita dei Battuti Verdi, che vi aveva sede e che gestiva un proprio ospedale per l'assistenza di pellegrini e viandanti.
Nel 1673 i Carmelitani Scalzi avrebbero voluto fondare un convento nei pressi di questa chiesa, ma non si accordarono con i Battuti Verdi e dunque desistettero.
Durante la visita pastorale del 30 agosto 1756 nella chiesa risultano due altari, uno dedicato al Crocifisso, l'altro a San Martino.
La chiesa fu chiusa nel 1796. A inizio Novecento fu officina meccanica. 

### Celletta del Giglio
Era una piccola cappella che sorgeva di fronte alla via Battuti Verdi, sui resti di un'antica torre, chiamata Torre dei quadri. Il nome si fa risalire a Monsignor Marcantonio del Giglio, vescovo di Forlì dal 1578 al 1580.
Nel 1790 venne restaurata a opera di Francesco Bezzi, come testimoniava un'iscrizione collocata sulla porta.
Nel 1905 venne distrutta e l'immagine che vi si venerava venne trasferita nella chiesa di Santa Maria in Schiavonia.

## Chiese del rione Cotogni
Il rione Cotogni racchiude lo spazio fra il lato destro di corso Mazzini e il lato sinistro di corso della Repubblica. In questa zona restano la chiesa del Carmine, di Santa Maria del Fiore, dei Cappuccinini e di Santa Lucia.

### Celletta della Madonna del pianto, chiamata ancheSan LazzarooCelletta dello Zoppo
La celletta si trovava vicino alle mura urbane, dalla parte di via Giorgio Regnoli. Presso di essa, alla fine del XVIII secolo, era attiva la Compagnia della beata Vergine del pianto denominata la celletta dello zoppo, che fu sciolta nel 1803. Fu fondata nel 1448 da Pietro Bianco da Durazzo, zoppo e già pirata sull'Adriatico, allora appena giunto a Forlì, dove poi visse in pentimento e devozione, abitando proprio nella cappella quando era in città. È noto soprattutto per aver voluto il santuario di Santa Maria delle Grazie di Fornò, dove si ritirò.
La chiesa fu sconsacrata nel 1806 dagli occupanti francesi, che la vendettero a Francesco Romagnoli, il quale in seguito la demolì.

### Chiesa di San Marco o di San Pietro dei Battuti Bigi o di San Pietro delle povere
La chiesa doveva trovarsi nei pressi di quello che nell'Ottocento diventerà l'Orfanotrofio femminile (via Francesco Nullo). Aveva nome San Marco quando fu donata dai Vallombrosiani ai Francescani (la tradizione vuole che vi predicò Sant'Antonio da Padova) e poi cambiò denominazione in San Pietro dei Battuti Bigi quando i Francescani si trasferirono in San Francesco Grande, cedendo questa chiesa ai Battuti Bigi. Si trovava annesso anche l'Ospedale dei Pellegrini fino al 1740, quando fu trasferito in via Carlo Pisacane. Poi divenne ricovero per giovani orfane. La piccola chiesa, non più officiata, venne restaurata nel 1848, ma in seguito fu assorbita dagli edifici intorno.

### Chiesa di Santa Elisabetta
La chiesa sorgeva su Corso della Repubblica, dallo stesso lato della Chiesa di Santa Lucia, verso l'attuale Piazzale della Vittoria e aveva annesso un monastero che si trovava fra la Galleria Vittoria e via Nazario Sauro. La chiesa era dedicata a Santa Elisabetta, regina del Portogallo.
Il 15 agosto 1652 su un terreno gratuitamente ceduto da Marcello Merlini fu posata da parte del vescovo Giacomo Teodoli la prima pietra del complesso comprendente la chiesa e il monastero delle Cappuccine. Le monache avevano una propria regola ed erano tutelate dalla magistratura cittadina dei Novanta Pacifici.
Nel 1670, il vescovo Claudio Ciccolini impose il regime di clausura.
Dopo il sequestro da parte delle autorità francesi durante il dominio di Napoleone, gli edifici furono acquistati dal conte Domenico Matteucci, che procedette a demolire la chiesa e a trasformare il monastero, destinando i locali ricavatine a uso di civile abitazione popolare.

### Chiesa di San Giovanni Battista dei Maceri
Si tratta di una piccola chiesa di ignote origini che sorgeva presso via dei Maceri.
Vi ebbero sede le monache del Terzo ordine regolare di San Francesco.
Il 15 febbraio 1448, vi fu fondata, da parte di alcuni giovani, la Confraternita di Santa Marta detta dei Maceri, con lo scopo di praticare opere di pietà.

## Chiese del rione Ravaldino
Il rione Ravaldino va dal lato destro di corso della Repubblica al lato sinistro di corso Diaz (un tempo via Saffi). In questa zona restano le chiese del Suffragio, di San Pellegrino e Sant'Antonio Abate. La chiesa di Sant'Antonio Vecchio, nonostante la denominazione, è un sacrario dei caduti.

### Chiesa di Santa Maria della Pace
Sorgeva lungo l'attuale Corso della Repubblica, sul lato dei numeri pari, all'altezza di un'attuale casa di abitazione nota anche come casa Serughi, da non confondere con il Palazzo Serughi.
L'origine della chiesa risulta ignota, ma Sigismondo Marchesi la data al 1507, quando un eremita l'avrebbe fatta costruire dove si trovava un'immagine chiamata La Madonna delle tre Colonne; proseguendo, il Marchesi spiega che il titolo della Pace risalirebbe ad una "pace" fra Guelfi e Ghibellini "che in essa solennemente si fece" nel 1534 per opera di monsignor Gregorio Magalotti, presidente di Romagna. Però, in un atto di Bernardino Menghi, notaio, datato 23 maggio 1517, quindi redatto ben prima rispetto alla data indicata da Marchesi, la chiesa è già chiamata di Santa Maria della Pace: l'atto prevede la cessione, da parte della comunità di Forlì, di tale chiesa ai religiosi del santuario di Santa Maria delle Grazie, sulla base di due Brevi del papa Leone X, con i quali si affidava patronato ed amministrazione della chiesa al Comune di Forlì e gli si concedeva la facoltà di affidare la chiesa, anche qui detta di Santa Maria della Pace, ad una comunità religiosa. A tali religiosi la chiesa appartenne fino al 14 novembre 1713, quando da essi don Lucio Carrari la comprò, divenendone patrono e rettore. Dal 1735 fino alla fine del secolo vi officiarono i Padri di San Camillo de Lellis, detti i Crociferi o Camilliani.
Soppressa durante la dominazione francese, fu acquistata in parte da un tal Francesco Ricci, che vi impiantò una fabbrica di salnitro. ed in parte da un tal Bartolomeo Pavia. Successivamente, l'edificio venne interamente adibito ad abitazioni private e poi trasformato nella casa detta Serughi.

### Chiesa di San Giacomo in Stradao diSanta Lucia
Sorgeva lungo l'attuale Corso della Repubblica, sul lato opposto della odierna Chiesa di Santa Lucia, all'altezza di quella che all'epoca era una piazzetta, o campetto, oggi non più esistente.
Le più antiche attestazioni della chiesa risalgono al 1215, quando si pensa ne vada datata la nascita. La fondazione dette luogo ad intense contese per la giurisdizione sulla nuova chiesa fra la Diocesi di Forlì e i Vallombrosani, il cui abate di San Mercuriale disponeva di ampio potere ed influenza, anche grazie alle donazioni del vescovo Alessandro, di pochi decenni prima: evidentemente, il nuovo Vescovo, Alberto, non intendeva seguire la stessa politica.
Nel 1360, a seguito della crociata contro i Forlivesi, il cardinale Egidio Albornoz fu oggetto di un fallito attentato nella cittadina di Forlimpopoli: per rappresaglia, Forlimpopoli venne parzialmente distrutta, mentre la sede episcopale fu trasferita a Bertinoro e le reliquie di San Ruffillo vennero traslate, nel 1362, a Forlì, proprio nella Chiesa di San Giacomo in Strada, che, fino al 1465, rimase di pertinenza dell'Abbazia di San Ruffillo di Forlimpopoli. In quell'anno, il vescovo Tommaso dall'Aste, che era anche commendatario dell'Abbazia, dispose che la chiesa fosse incorporata nella diocesi di Forlì.
Nel 1506, Giulio II entrò vittorioso a Forlì attraverso la porta Cotogni, ossia la porta presso San Giacomo in Strada, già allora nota come Santa Lucia; così in questa chiesa venne riposto il ciborio del Santo Sacramento che precedeva il Papa.
Con l'avvento delle truppe napoleoniche, la chiesa fu chiusa, mentre la parrocchia fu trasferita, il 3 settembre 1797, nella chiesa di San Francesco di Paola. Il 15 settembre dello stesso anno l'urna di San Ruffillo venne traslata nella nuova chiesa.
La chiesa di San Giacomo in Strada fu acquistata, nel 1806, dall'amministrazione dell'ospedale per ricavarne alloggi per le inferme.
Nel 1847, su disegno di Giuseppe Cantoni, la struttura della chiesa venne ristrutturata per servire, dall'anno successivo, come ospedale delle esposte, ossia delle orfane, ad ampliamento dell'attiguo Palazzo del Merenda.

### Chiesa di San Barnaba
La chiesa sorgeva nella zona di Campostrino e aveva un convento annesso, abitato da monache camaldolesi. La chiesa è nota fin dal 1302 e apparteneva alla congregazione camaldolese del vicariato di Bertinoro. Nel 1426 fu in progetto di introdurre i Minori Osservanti e dunque le monache furono spostate a San Giuliano, ma poi i Minori trovarono collocazione in una chiesa apposita (oggi Cappuccinini) e dunque il convento non divenne francescano.
Perse importanza nel tempo anche la chiesa, per la vicinanza di Santa Maria dei Servi (San Pellegrino) anche se esistono notizie di visite pastorali nel 1600 e nel 1700. 
Nel 1801 della chiesa restava solo una celletta, che però fu poi in seguito anch'essa distrutta.

## Chiese del rione Schiavonia
Il rione Schiavonia va dal lato destro del corso Diaz al lato sinistro di corso Garibaldi. In questa zona restano le chiese di San Filippo, di San Francesco, la chiesina del Miracolo e la chiesa di Schiavonia. La chiesa di San Giacomo e l'Oratorio di San Sebastiano, nonostante i nomi, sono spazi espositivi e dunque sconsacrati.

### Chiesa dei Santi Giacomo e Filippo, dettadi Valverde
Ubicata nell'attuale Via Caterina Sforza, se ne ha una presenza certa fin dal 1293 quando la chiesa e l'annesso convento appartenevano ad un gruppo di monache dette Santucce, dal nome della fondatrice dell'ordine, beata Santuccia da Gubbio. Nel 1453 il gruppo di suore ebbe fine ed i loro beni passarono al Capitolo di Santa Croce del Duomo e ai frati del Terzo ordine regolare di San Francesco, popolarmente detti Romiti di Valverde, in quanto avevano sede nella Chiesa di Santa Maria in Valverde (o di Valverde). Così la chiesa, prima conosciuta come Chiesa delle Santucce, divenne nota come Chiesa dei Santi Giacomo e Filippo di Valverde.
Il 5 luglio 1452 vi fu fondata la Confraternita di Santa Maria dei Servi, la quale si trasferì poi, a causa delle precarie condizioni strutturali della chiesa, presso la Basilica di San Pellegrino Laziosi.
Dopo essere stato sede temporanea delle Suore terziarie francescane e delle Clarisse, una volta uscite queste ultime (nel 1886), l'edificio divenne sede delle scuole musicali, poi dell'orfanotrofio maschile, per essere infine trasformato in abitazione popolare.

### Chiesa di Santa Maria in Valverdeodi Valverde
Sorse sul luogo di un antico ospedale cittadino, nell'attuale Via Caterina Sforza. La via che affianca l'area si chiama ancora oggi Via Valverde. Secondo le cronache di Paolo Bonoli, la chiesa nel 1438 fu concessa da Lorenzo Fiorini, abate di San Mercuriale, ai frati del Terzo ordine regolare di San Francesco nella persona di Pietro Negri. Nel 1472, per ordine dell'abate di San Mercuriale Giambattista Ponti da Tagliacozzo passò ad Ambrogio da Milano. Morto costui, la chiesa fu donata, con annessi, al Generale del Terzo ordine regolare di San Francesco, Giovanni da Verona.
Nel 1508, il beato Geremia Lambertenghi da Como, che, con l'appoggio di Caterina Sforza, fu il fondatore ed il primo Superiore del Santuario della Beata Vergine del Piratello, fu inviato alla chiesa di Santa Maria in Valverde. Vi morì nel 1513 e vi fu sepolto. Quando la chiesa venne sconsacrata, all'epoca dell'invasione francese, il corpo fu traslato nella Cappella della Vergine della Ferita, nella Cattedrale di Forlì, dove tuttora si conserva un'immagine del Beato. Le reliquie invece furono traslate ad Imola nel 1971: dal 13 giugno di quell'anno l'urna che le contiene è nel Santuario del Piratello.
Verso l'inizio del Cinquecento chiesa e convento furono ricostruiti. La consacrazione avvenne nel 1530 da parte del vescovo di Forlì, Bernardino de' Medici.
Con l'invasione napoleonica, la chiesa fu sconsacrata, ma nel 1818 fu assegnata ai frati Minori osservanti e riconsacrata nel 1819 dal vescovo Andrea Bratti. Nel 1851 cominciarono lavori per l'abbellimento della chiesa, che conservava così opere di Giacomo Zampa e di Giuseppe Rambelli, nonché una copia di Guido Reni ed un quadro della scuola di Raffaello.
Con l'unità d'Italia, la chiesa fu soppressa nuovamente ed il convento espropriato per far posto all'asilo infantile Santarelli, fondato nel 1862.

### Chiesa di San Salvatore in Vico

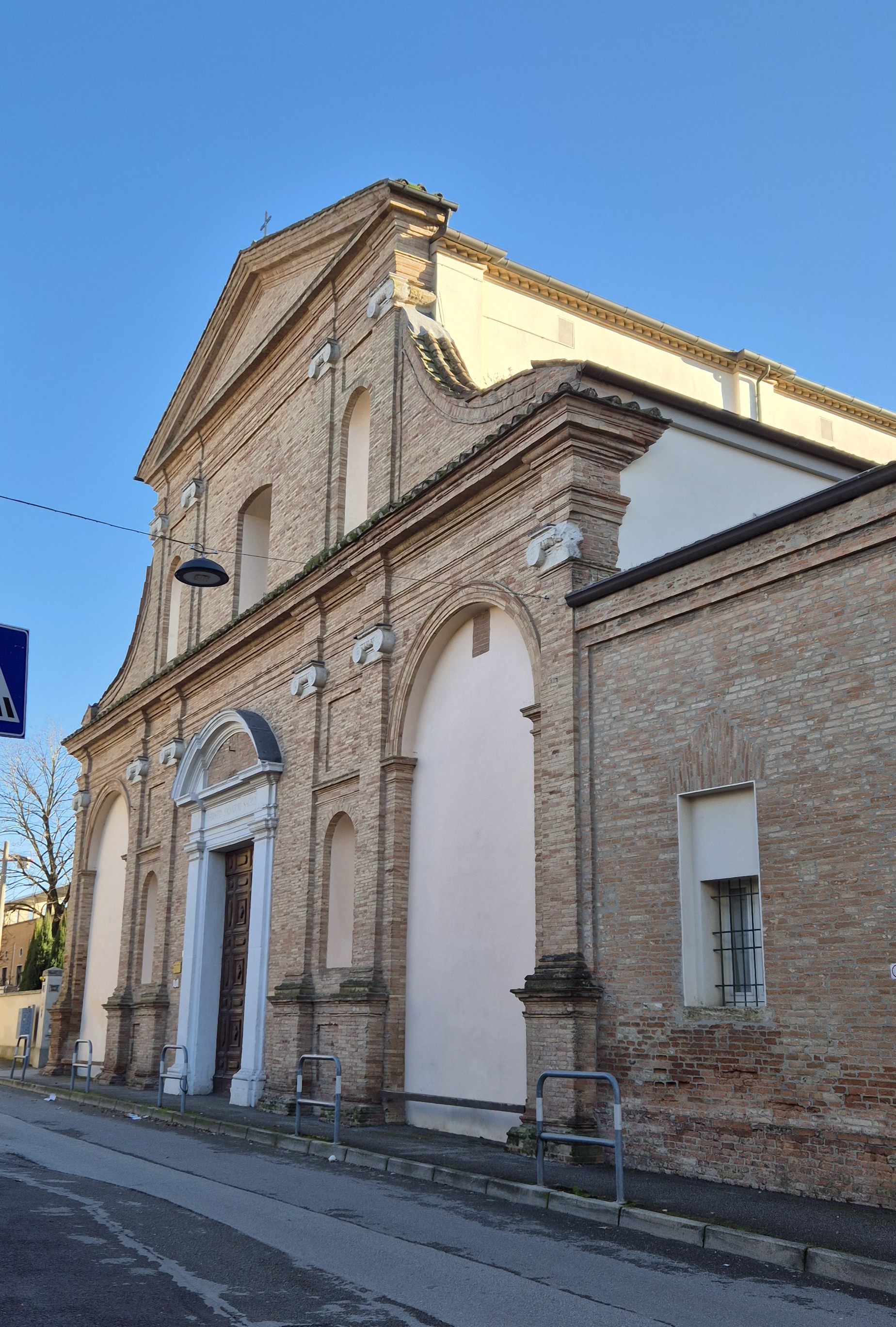
Ex convento di San Salvatore, facciata della chiesa

La chiesa e l'annesso convento, siti in quella che oggi è via Publio Fausto Andrelini, rappresentarono un importante centro religioso cittadino.
La fondazione risale al 1257, quando i frati Zibedeo di Berardo e Diomoldo di Ridolfo ottennero il permesso dal priore  dei monaci Camaldolesi Martino di erigere un monastero consacrato a Cristo Salvatore, col titolo di San Salvatore de Vico o in Vico. Dopo la morte dei fondatori, il luogo passò ai monaci, sempre camaldolesi, della Badia di Santa Maria di Camaldolino, che la cedettero alle monache del loro ordine. Esse però, agli inizi del XV secolo, decimate dalla peste, confluirono nel convento di Santa Caterina. In San Salvatore subentrarono nuovamente nel 1408 i monaci della Badia, danneggiata dalle guerre. Costoro vi trasferirono dalla Badia l'affresco della Vergine del Camaldolino e nel 1580 ristrutturarono la chiesa ormai pericolante. Altri lavori alla facciata e al piazzale furono compiuti nel 1760. L'interno, con colonne di ordine ionico, conteneva tele di Filippo Pasquali, della scuola di Carlo Cignani e della scuola romana.
Nel 1797, a seguito dell'invasione francese, il monastero fu soppresso e i suoi beni passarono al demanio. I locali servirono da deposito per gli arredi razziati dalle altre chiese soppresse.
Con la restaurazione i frati camaldolesi vi fecero ritorno restaurando chiesa e convento. Nel 1833 edificarono il campanile grazie all'intervento di un ricco monaco, Zucchi di Fabriano, su disegno dell'architetto Carlo Becchi. Con l'unità d'Italia avvenne una seconda soppressione e i religiosi abbandonarono definitivamente lo stabile che venne in parte smembrato: una parte divenne casa di riposo intitolata a Vittorio Emanuele II, una parte divenne studio dello scultore Bernardino Boifava. Dal 1925 l'intero complesso è sede della casa di riposo Pietro Zangheri.

### Oratorio di Santa Maria della Tosse

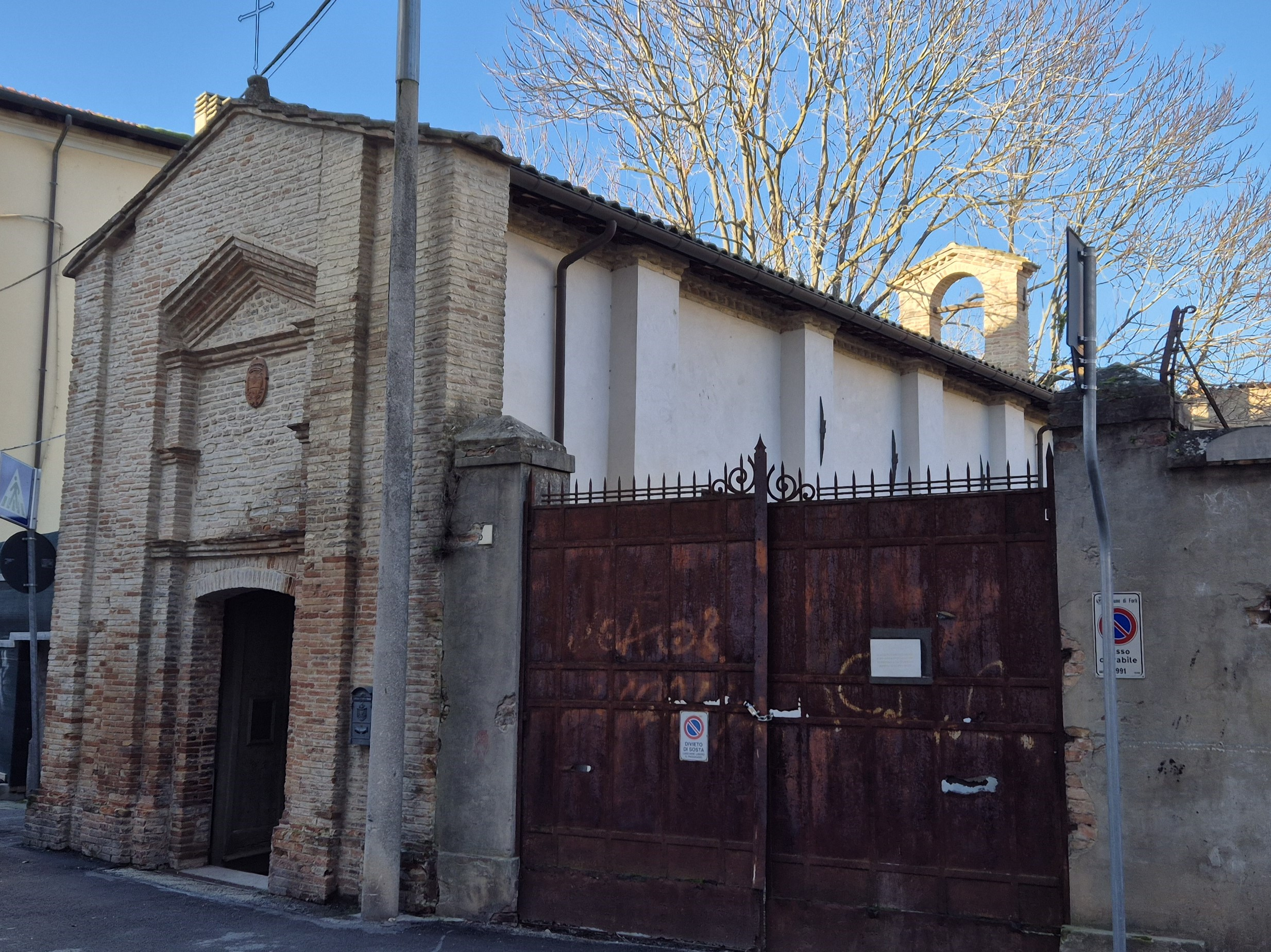
Ex oratorio di Santa Maria della Tosse

L'oratorio è noto anche con il nome di chiesa di Santa Maria Annunziata, ma in genere prevale la definizione di Santa Maria della Tosse. Nella lunetta interna sopra la porta si legge "D.O.M. IN HONOREM BEATAE MARIAE VIRGINIS A TUSSI" e anche nella carta della città di Forlì realizzata da Vincenzo Coronelli viene definita così, cosa che conferma il nome popolare. 
Si trova nel vecchio orto dei Domenicani, di fronte alla chiesa di San Salvatore in Vico, attualmente in via Fausto Andrelini al civico 8.
La costruzione risale al Cinquecento. La facciata a capanna con doppie lesene e unico portale è realizzata con mattoni a faccia-vista, così come il piccolo campanile a vela. I prospetti laterali sono invece intonacati. L'interno è ad aula unica e presenta tre lapidi commemorative in memoria di membri della famiglia Orselli, così come della famiglia è presente uno stemma in cotto sul fronte, a testimonianza della proprietà dell'oratorio. Il pavimento è in cotto.
La chiesetta, ora sconsacrata, è proprietà del Comune di Forlì, è stata ristrutturata nel 2004 ed è occupata dal 1987 da un laboratorio di ceramica artistica.

### Oratorio delle Orfanelle
Era un piccolo luogo di culto in via Anita Garibaldi, annesso al Conservatorio delle Orfane (orfanotrofio femminile). Era dedicato alla Natività di Cristo. Nel 1838 è testimoniata la presenza di due opere portate dal Duomo e poi confluite nelle collezioni della pinacoteca: un dipinto raffigurante San Pietro di Andrea Sacchi e un  San Sebastiano di Francesco Albani.

### Chiesa degli Orfani o di Ognissanti
Era legata a un Conservatorio (orfanotrofio) posto vicino alla Chiesa di San Tommaso Cantuariense (presso via Savorelli. Era intitolata a tutti i santi, ma la dicitura la identificava con l'orfanotrofio e dunque veniva denominata semplicemente "degli orfani". Durante la dominazione francese fu soppressa e acquistata da don Giuliano Tassinari di Dovadola che atterrò il campanile (che si dice avesse una guglia) e ridusse la chiesa a magazzino.

### Badia di Santa Maria di Camaldolino
La chiesa con annesso monastero si trovava in località detta Casale, vicino alla Rocca di Ravaldino, tanto che fu fondata nel 1203 per iniziativa del patrizio forlivese Oliviero Migliocci, che ricevette autorizzazione dal vescovo Giovanni. Fu introdotto un priorato dipendente dal Generale Martino di Camaldoli e dunque la chiesa, consacrata alla Madonna, fu chiamata di Camaldolino per la presenza dei monaci Camaldolesi. La chiesa venne consacrata nel 1216 dal vescovo Richelmo. Celebre era l'affresco chiamato della Vergine del Camaldolino. Nel 1408 la chiesa fu danneggiata seriamente  da eventi bellici. Nel 1584 i monaci passarono nella Chiesa di San Salvatore, che era più sicuro perché entro le mura, trasferendovi poi anche l'affresco.

### Chiesa di San Tommaso Cantuarienseossiadi San Tommaso Becket,poiSanta Marta dei Bianchi
La chiesa, di cui non si conosce l'origine, sorgeva vicino alla Chiesa di San Giacomo Apostolo dei Domenicani, nell'attuale Via Maurizio Bufalini, lato dispari, ed era sede di parrocchia fino al 1573, quando la parrocchia fu trasferita nella Cattedrale col titolo appunto di San Tommaso Cantuariense nella Cattedrale, o, popolarmente, Parrocchia della Cattedrale.
L'edificio fu declassato ad oratorio, detto Oratorio della Confraternita dei Disciplinati, che vi era sorta nel 1457, o anche Santa Marta dei Bianchi. Nel 1797, fu sciolta la Confraternita, ma la chiesa continuò a essere officiata almeno fino al 1801, sotto il nome di Santa Marta dei Bianchi o di Santa Marta presso San Domenico.
Infine, don Francesco Cortini, arciprete di Ladino, comprato l'edificio, lo trasformò in abitazione.

### Chiesa di Sant'Agostino
La chiesa sorgeva nella odierna piazza Dante Alighieri. Fu costruita tra il 1301 ed il 1307 dagli Agostiniani, che qui si trasferirono dal loro precedente convento di Sant'Agostino in Padule, fuori Porta Schiavonia.
Proprio nel 1307, a quanto racconta Sigismondo Marchesi, vi fu traslato, da un vicino oratorio, il "corpo di San Sigismondo Re".
Voluti da Sinibaldo Ordelaffi, nell'anno 1381, vi si tennero i funerali solenni dei genitori, ossia Francesco II Ordelaffi e Cia Ubaldini, i cui corpi, traslati qui da Venezia, vennero poi portati nella oggi scomparsa chiesa di San Francesco Grande.
Nel 1387, a spese del notaio Antonio di Muccolino, la chiesa fu abbellita con una imponente facciata. Il campanile fu invece portato a termine nel 1515.
Nel 1525, i frati ricevettero gli avanzi del palazzo Theodoli, residenza nobiliare andata distrutta durante violenti scontri fra alcune famiglie forlivesi, con i cui avanzi abbellirono la chiesa.
Il 17 luglio 1781, una forte scossa di terremoto danneggiò gravemente il campanile e la chiesa. Nel 1797, durante l'invasione francese, vennero espulsi gli Agostiniani. I resti di San Sigismondo vennero trasferiti in Cattedrale. I Francesi non pensarono a restaurare gli edifici, ma li usarono finché si poté come ricovero per la cavalleria (la chiesa) e come uffici del tribunale (il convento). Infine, fra il giugno e l'agosto del 1802, si demolì quanto rimaneva.
La chiesa conteneva le tombe di numerose famiglie illustri di Forlì, come i Teodoli, i Marchesi, i Laziosi, nonché il sepolcro di Alessandro Padovani.
Le opere d'arte che si poterono salvare furono trasferite, come due arazzi fiamminghi, in Pinacoteca e due tele della scuola di Carlo Cignani, nella chiesa di Schiavonia.

### Chiesa di Santa Caterina
La chiesa è di origine incerta: le notizia più antiche, però, vi vedono ospitate le Monache Agostiniane. Nella prima metà del XVI secolo vi si trasferirono le monache di San Giuliano, derivazione delle monache camaldolesi di San Barnaba.
Nel XVI secolo, suor Francesca Baldi vi promosse la devozione verso la Beata Vergine del Patrocinio, un'immagine appartenente alla sua famiglia paterna, che, nel 1614, venne donata al Monastero. Alla definitiva soppressione di esso, durante il Regno d'Italia, nel 1862, l'immagine fu portata a Faenza, dove tuttora è venerata.
La chiesa fu ricostruita ed abbellita nel 1642, e nuovamente consacrata il 26 aprile 1767 dal vescovo Francesco Piazza.
Nel 1797, vi fu una prima soppressione, ma poi vi venne trasferito l'altare maggiore dalla chiesa delle domenicane, dopo che le monache ebbero ottenuto di poter rimanere pagando un affitto.
La chiesa, dopo la definitiva sconsacrazione, divenne caserma, col nome di Caserma Caterina Sforza: come tale ospitò l'11º Reggimento di Fanteria, Brigata Casale, i celebri Gialli del Calvario. Oggi, invece, dopo un periodo di disuso, viene utilizzata come sala pubblica ed aula universitaria.

### Chiesa di Sant'Anna
La chiesa sorse sul lato sinistro dell'attuale via Cesare Albicini, per volontà di monsignor Marcantonio del Giglio e di alcuni cittadini che nel 1579 fondarono il Conservatorio delle Mendicanti e con esso la chiesa, dedicata a Sant'Anna. Dal 1769 il ricovero venne trasferito in via Francesco Nullo e la chiesa andò incontro a decadenza fino a essere chiusa nel 1806 e riconvertita a magazzino. Resta il nome di una via dedicata a questa chiesa scomparsa, che si trova nei pressi, ad angolo con via Francesco Nullo.

### Chiesa di San Giovanni Battista in Faliceto
La chiesa è nota anche come San Giovanni Battista in Feliceto. Non si conoscono le sue origini, ma risale, secondo le cronache, al XIII secolo. La chiesa compare citata nella cronaca del Novacula che riferisce di una battaglia avvenuta nel 1482 fra Veneziani e Milanesi di fronte a quella che chiama la Chiesa del Glorioso San Giovanni Battista presso le mura di Forlì. Sorgeva in una porzione dell'area oggi compresa fra le vie Fausto Anderlini, Romanello da Forlì e viale Livio Salinatore. Pare che il toponimo sia da far risalire alla presenza di felci nella zona, da cui il nome feliceto/faliceto. 
Originariamente la chiesa era un piccolo luogo di culto, gestito da canonici di San Marco di Mantova. Questi monaci, con abito bianco e vincolati a un rigoroso silenzio, seguivano la regola di Sant'Agostino ed erano legati alla Congregazione di Vincareto di Bertinoro. Alcuni monaci di questo ordine erano presenti anche a Scardavilla. Il loro numero però era molto ridotto, tanto che nel 1430 restava il solo priore, fra Donato.  La cupola fu affrescata nel 1487 da Marco Palmezzano su un cartone di Melozzo da Forlì. Francesco Scannelli (1616-1663), erudito d'arte forlivese, lodò la bellezza della cupola che descrive come illusione perfetta in prospettiva con profeti, che avevano libri e strumenti musicali e altri ornamenti e ne depreca la distruzione.

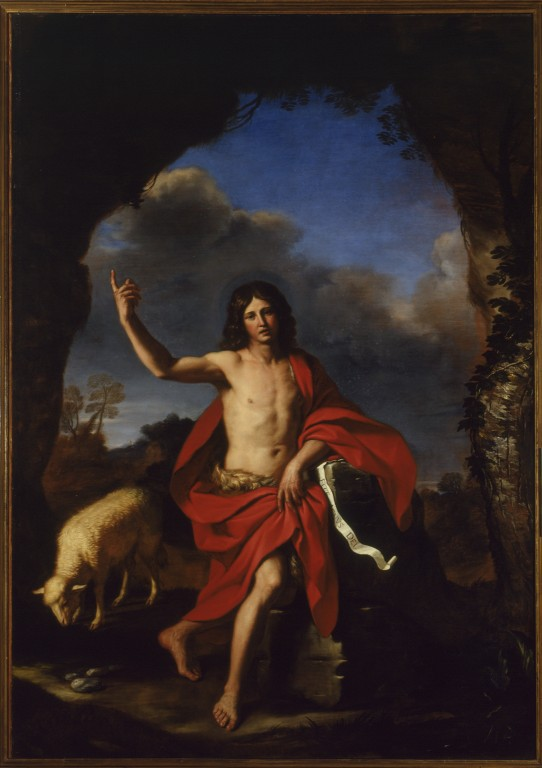
Guercino - San Giovanni Battista nel deserto, 1653 - 1654, olio su tela, 213x302, Forlì, Pinacoteca Civica

Con la fine dell'ordine dei Canonici di San Marco la chiesa e il convento passarono ai Gesuiti, che però non erano interessati alla gestione e finirono per cederla, dietro il pagamento di un tributo simbolico di un cesto di prodotti dell'orto ai cappuccini. Nel 1558 dunque i Cappuccini occuparono il convento, officiando di conseguenza anche la chiesa annessa. Nel 1571 morì nel convento il venerabile Girolamo Torelli.
Dal 1650 iniziarono lavori di ampliamento dell'edificio sacro con la distruzione nel 1651 della cupola affrescata e l'aggiunta di tre cappelle laterali. Tra il 1654 e il 1655 i frati commissionarono Guercino tre tele: la prima, raffigurante San Giovanni Battista nel deserto, nel 1883 passò alla Pinacoteca Comunale, la seconda, che rappresentava San Francesco in preghiera, commissionata dalla nobildonna Lucrezia Castellini fu trasferita a metà Ottocento nella Chiesa di Schiavonia dove tuttora si trova, mentre la terza, un Cristo Benedicente, fu inviata nel 1811 alla Pinacoteca di Brera dove è rimasta.
Il convento subì danni nel 1781 per via di un grande terremoto ed ebbe interventi di restauro almeno fino al 1801. Con la dominazione napoleonica l'ordine fu soppresso nel 1810 e i frati furono obbligati ad abbandonare entro venti giorni a partire dal 12 maggio gli edifici, mentre beni e suppellettili furono espropriati. Chiesa e convento furono in seguito acquistati da Giuseppe Becci, che li trasformò in abitazioni.

### Chiesa di santa Maria delle Grazie, detta ancheMadonna del Ponte
La prima pietra di questa chiesa fu posta dal vescovo Antonio Giannotti il 30 aprile 1557. Sorgeva nella via allora detta del Ponte e che oggi è via Tommaso Zauli Saiani.
Lattanzio Biondini, nel suo Compendio dello Stato e Governo di Forlì del 1578, riferisce che la chiesa fu edificata per ringraziare delle numerose grazie ricevute dai devoti di un'immagine dipinta sul muro esterno della casa di Annibale Bruni, che donò il terreno per la costruzione. La chiesa fu a quel punto edificata da don Lodovico Caronti, già rettore della chiesa dei Romiti.
La chiesa venne chiusa durante il dominio napoleonico, nel 1797, per essere trasformata in abitazione.

### Chiesa di Santa Febronia
La chiesa, di ignota origine, sorgeva lungo l'attuale Corso Giuseppe Garibaldi, verso Porta Schiavonia, lato numeri dispari.
Dapprima conosciuta come Chiesa dello Spirito Santo dei Celestini di Bologna, nella visita pastorale del 5 ottobre 1668 è citata come dedicata a santa Febronia e sede delle Paolotte. Alla chiesa fu poi affiancato il convento, sorto il 30 novembre 1692 per volere della bolognese suor Giovanna Antonia Cambri.
Soppressi sia chiesa sia convento durante l'invasione francese, gli edifici furono comprati dal conte Domenico Matteucci ed adibiti ad usi profani. 
Divenne poi un'autofficina fino agli anni trenta, per diventare infine abitazioni.

### Oratorio di Sant'Omobono
L'oratorio era in origine una chiesa in cui veniva officiato il suffragio prima del 1748, quando fu costruita la chiesa di Santa Maria della Visitazione detta poi del Suffragio. Una volta declassata divenne gestita dalla Confraternita dei Sarti che, dal nome tradizionale di Suffragio Vecchio, cambiò con il nome del loro protettore, Sant'Omobono.
Pietro Piazzoli, cittadino svizzero che possedeva la prima casa di via Francesco Marcolini, acquista lo stabile (il 1801 è l'ultimo anno in cui risulta edificio religioso) e lo annette alla sua abitazione.

## Chiese scomparse nel territorio della diocesi di Forlì-Bertinoro

### Oratorio di Santa Rita in Ronco
L'oratorio porta il medesimo nome di una delle due parrocchie del Ronco, Santa Rita, chiesa sorta nel 1964, su un terreno acquistato grazie alla vendita della zona in cui si trovava l'oratorio. Questo, una piccola chiesa che sorgeva in via Antonio Balducci, era officiato fino agli anni '60 del Novecento dal cappellano della vicina caserma militare, ma poi risultò di dimensioni troppo ridotte per la zona a forte crescita. 
Una volta alienato il terreno, non ci fu rispetto per l'oratorio, che fu demolito nel 1977 per fare posto a un condominio.
Resta una fotografia dove si possono vedere le forme semplici, la facciata a capanna con bifora contornata da un arco e il piccolo campanile a vela.

### Chiesa di Sant'Egidio di Carpinello
Nella frazione di Carpinello esistevano due luoghi di culto e, oltre alla superstite chiesa di Santa Maria, si ricorda una chiesa di Sant'Egidio, fra le vie Capaci e Martorella, demolita nel 1629, perché in stato precario.

### Monastero di San Giovanni in Bigullo e Santuario di Santa Maria della Boara a Malmissole
Nella frazione di Malmissole si ha notizia di due luoghi di culto ora scomparsi. I riferimenti a un monastero dedicato a San Giovanni sono pochi e incerti, in quanto è sparito in momento imprecisato. Del Santuario di Santa Maria della Boara, invece, esistono fotografie, dato che, nonostante un'antica origine, la chiesa era stata ricostruita nel 1937, per essere poi distrutta nel 1944 in seguito a eventi bellici e mai più ricostruita.

### Chiesa di Sant'Andrea in Petrignone
La chiesa, in stato di rudere, sorge vicino alla Rocca di Montepoggiolo. Edificata nel 1794, ma probabilmente sorta su un edificio precedente, presenta forme settecentesche, ma decorazioni interne dai colori vivaci realizzate verosimilmente più tardi. Viene gradualmente abbandonata e subisce vari crolli derivati anche da terremoti. Nonostante l'edificio sia vincolato dai Beni Culturali, ancora nel 2025 non si hanno segni di interventi attivi di recupero.

### Chiesa di San Nicolò in Forlimpopoli
La prima testimonianza che a Forlimpopoli ci fosse una chiesa dedicata a San Nicola di Bari risale al 1226, ma probabilmente questa chiesa venne distrutta nel 1361. Ricostruita nel 1522 per iniziativa di Brunoro Zampeschi, passa poi nella proprietà dei principi Savelli di Roma. Nel 1679 la chiesa diviene proprietà della confraternita della Buona Morte o dei Battuti Neri. A metà Settecento vengono realizzati lavori di ristrutturazione e miglioramento, che comprendono la costruzione di una cupola a opera di Carlo Panzacchi e Tommaso Righini e la collocazione sull'altare maggiore di un quadro realizzato appositamente da Antonio Fanzaresi, raffigurante La Vergine in gloria con San Rufillo e Santa Caterina (poi confluito nelle raccolte comunali).
Dal 1919 la chiesa viene venduta e passa alla gestione di privati.
Della chiesa resta l'immobile in via Sendi 8 che presenta ancora ben riconoscibili la facciata e il campanile con mattoni a faccia vista.

### Eremo di Santa Maria in Scardavilla
La località Scaravilla, vicino Meldola, aveva in passato due eremi. Il primo, chiamato Scardavilla di sotto, è documentato fin dal 1241, mentre il secondo, detto Scardavilla di sopra, viene costruito nel 1684 e ultimato nel 1733. Entrambi erano gestiti dai Camaldolesi che si occupavano anche del vicino bosco. Con le soppressioni napoleoniche del 1797 i monaci devono abbandonare il luogo che viene ceduto a privati, per poi passare al comune di Forlì fra il 1859 e i primi del Novecento. Nel 1870 si verifica un terribile terremoto che distrugge parte del complesso di sotto. Nel 1940 i Missionari della Consolata di Torino operano un restauro del complesso di sopra, ma durante gli anni della guerra il bosco viene molto compromesso. Il complesso è ora di proprietà privata.

### Pieve di San Lorenzo in Filetto

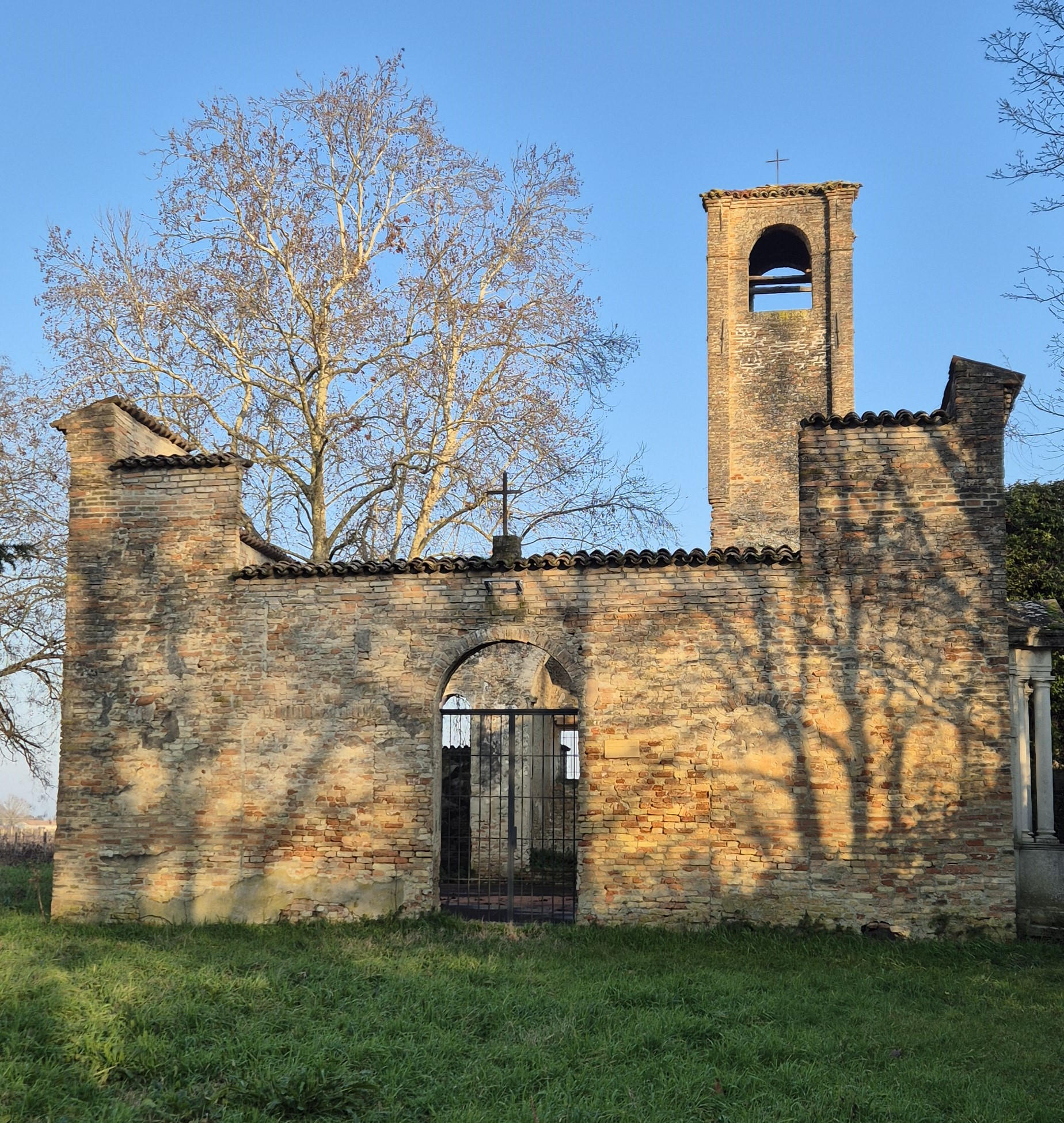
Pieve di San Lorenzo a Filetto

La pieve romanica di San Lorenzo era il luogo di culto principale della frazione di Filetto, nel territorio ravennate, ma appartenente alla Diocesi di Forlì-Bertinoro. Si trova in via Roncalceci 206. La chiesa aveva origini antiche, risalenti al X secolo, quando era stata fondata dai Benedettini. A partire dal Seicento l'altro luogo di culto, il Santuario della Beata Vergine di Sulo, è diventato più importante, grazie anche alla presenza al suo interno di un'immagine della Madonna ritenuta miracolosa, pertanto la chiesa di San Lorenzo è andata incontro a decadenza. Agli inizi del Novecento vengono collocate alcune lapidi sul lato destro, in particolare due ricordano soldati della Prima Guerra Mondiale appartenenti alla famiglia Gambi, Sebastiano e Domenico. La chiesa smette di essere officiata nel 1956 e perde poi il tetto. Rimane in piedi, però il campanile del XVI secolo. Gli ultimi restauri hanno messo in sicurezza la zona che resta il punto di partenza della processione (triennale) dell'immagine sacra della Beata Vergine di Sulo.

### Monastero di San Lorenzo in Cesarea
Monastero scomparso, che è citato in un documento di Federico Barbarossa dell'11 maggio 1177 con cui a tale monastero veniva ceduta Massam Aurelianam cum castro quod dicitur Gauriani, oggi Coriano.

### Chiesa di San Pietro in Vincoli
La chiesa di San Pietro in Vincoli, un tempo presente nell'omonimo paese in provincia di Ravenna, ma nella diocesi di Forlì-Bertinoro, era uno dei due edifici di culto del paese stesso (l'altro è la chiesa di San Lorenzo). Fu proprio questa chiesa scomparsa che diede il nome al paese. Era una chiesa abbaziale benedettina che si fa risalire al tempo di re Stefano d'Ungheria, che avrebbe voluto un luogo per ricoverare i pellegrini ungari in viaggio verso Roma. La consacrazione avvenne fra il 1035 e il 1038, a opera di Gerardo Sagredo Vescovo di Csanad. Ai benedettini subentrarono poi i camaldolesi. La chiesa non sopravvisse alle soppressioni napoleoniche, tanto che nel 1827 fu declassata allo stato di semplice oratorio, per poi diventare parte della caserma dei carabinieri. 